# Damernas 1 500 meter i hastighetsåkning på skridskor vid olympiska vinterspelen 1960
Damernas 1 500 meter i hastighetsåkning på skridskor vid olympiska vinterspelen 1960 var en del av programmet för skridskoåkning år 1960. Det var första gången skridskoåkning för damer var med i de olympiska spelen och 1 500 meter var den andra tävlingen efter 500 meter. Tävlingen hölls på Squaw Valley Olympic Skating Rink och den första gången i de olympiska spelen på konstis. Den blev avhållet söndag den 21 februari 1960. 
Tjugotre skridskoåkare från tio nationer deltog.

## Medaljörer
| Guld                            | Silver                   | Brons                  |
| Lidija Skoblikova Sovjetunionen | Elwira Seroczyńska Polen | Helena Pilejczyk Polen |

## Rekord
Dessa rekord (i minuter) gällde inför tävlingen.
| Världsrekord     | 2:25,5 (*) | Khalida Sjtsjegoljeva | Medeo, Sovjetunionen | 30 januari 1953 |
| Olympiskt rekord |            | -                     |                      |                 |

(*) Rekordet blev noterade på en höghöjdsbana (mer än 1 000 meter över havet) och på naturis.
Klara Guseva satta den första plympiska rekordet med 2:28,7 minuter. Så förbättrade Elwira Seroczyńska den till 2:25,7 och slutligen satta Lidija Skoblikova nytt världsrekord med 2:25,2.

## Resultat
| Placering | Tävlande                  | Tid       |
| --------- | ------------------------- | --------- |
| 1         | Lidija Skoblikova (URS)   | 2:25,2 VR |
| 2         | Elwira Seroczyńska (POL)  | 2:25,7    |
| 3         | Helena Pilejczyk (POL)    | 2:27,1    |
| 4         | Klara Guseva (URS)        | 2:28,7    |
| 5         | Valentina Stenina (URS)   | 2:29,2    |
| 6         | Iris Sihvonen (FIN)       | 2:29,7    |
| 7         | Christina Scherling (SWE) | 2:31,5    |
| 8         | Helga Haase (EUA)         | 2:31,7    |
| 9         | Elsa Einarsson (SWE)      | 2:32,9    |
| 10        | Fumie Hama (JPN)          | 2:33,3    |
| 11        | Jeanne Ashworth (USA)     | 2:33,7    |
| 12        | Yoshiko Takano (JPN)      | 2:34,0    |
| 13        | Doreen Ryan (CAN)         | 2:34,5    |
| 14        | Eevi Huttunen (FIN)       | 2:35,1    |
| 15        | Jeanne Omelenchuk (USA)   | 2:36,4    |
| 16        | Inge Görmer (EUA)         | 2:36,5    |
| 17        | Françoise Lucas (FRA)     | 2:36,6    |
| 18        | Barb Lockhart (USA)       | 2:37,0    |
| 19        | Hatsue Takamizawa (JPN)   | 2:43,7    |
| 20        | Margaret Robb (CAN)       | 2:48,6    |
| 21        | Kim Gyeong-hoe (KOR)      | 2:48,6    |
| 22        | Gisela Toews (EUA)        | 2:51,1    |
| 23        | Han Hye-ja (KOR)          | 2:55,6    |

När Robb och Kim åkte i det samma paret blev Robb dömd före till 20:e plats.